# Deutscher Mittelstand
Deutscher Mittelstand (Union Deutscher Mittelstandsparteien, Abkürzung: UDM, Kurzbezeichnung: Mittelstand) war eine Partei in der Bundesrepublik Deutschland.
Sie trat zur Bundestagswahl 1957 an und erreichte 36.592 Stimmen (0,1 %), hatte jedoch nur in 3 von 10 Bundesländern (Niedersachsen, Nordrhein-Westfalen und Bayern) eine Liste aufgestellt. Im selben Jahr trat die Partei auch zur Landtagswahl in Hamburg an und erzielte hier 3594 Stimmen (0,4 %). Vorsitzender der Partei war der frühere Reichstagsabgeordnete der Reichspartei des Deutschen Mittelstandes Carl Freybe.